# De Do Do Do, De Da Da Da
De Do Do Do, De Da Da Da is een nummer van de Britse band The Police uit 1980. Het is de tweede single van hun derde studioalbum Zenyatta Mondatta.

## Achtergrondinformatie
Volgens Sting gaat het nummer over de aantrekkingskracht van iets simpels, en hoe sterk een simpel liedje kan zijn. Hij noemt Da doo ron ron en Do Wah Diddy Diddy als de favoriete liedjes van de bandleden van The Police. Sting probeerde zelf ook iets in die trend te maken. Door de titel wordt het nummer bekritiseerd als "babypraat", maar volgens Sting begrijpen die criticasters het nummer verkeerd. "De tekst gaat over banaliteit, over woordmisbruik", aldus Sting. In de tekst beklaagt liedverteller zich dat hij verbaal niet sterk is, en dat hij daarom maar kindertaal uitslaat. De titel "De Do Do Do, De Da Da Da" kwam van Sting zijn zoon Joe, die later zelf leadzanger werd van de band Fiction Plane.
Het nummer werd in diverse landen een hit. Zo bereikte het de 5e positie in het Verenigd Koninkrijk. In de Nederlandse Top 40 werd de 11e positie gehaald, en in de Vlaamse Radio 2 Top 30 de 13e.

## Tracklijst
- 7"

1. "De Do Do Do, De Da Da Da" – 4:09
2. "A Sermon" – 2:34